# Kenichi Kaga
Kenichi Kaga (加賀 健一, Kaga Kenichi) est un footballeur japonais né le 30 septembre 1983. Il évolue au poste de défenseur.

## Palmarès
- Vainqueur de la Coupe de la Ligue japonaise en 2010 avec le Júbilo Iwata
- Vainqueur de la Coupe Suruga Bank en 2011 avec le Júbilo Iwata
- Champion du Japon de D3 en 2020 avec le Blaublitz Akita